# Seznam turških admiralov
Seznam turških admiralov.

## A
- Gedik Ahmet Paša
- Ali Paša
- Sadık Altıncan
- Bülend Alpkaya
- Metin Ataç
- Zahit Atakan

## B
- Vural Beyazıt
- Emin Murat Bilgel
- Bülent Bostanoğlu

## D
- Salim Dervişoğlu
- Dragut

## E
- İlhami Erdil
- Güven Erkaya
- Celal Eyiceoğlu

## F
- Hilmi Fırat

## G
- Emin Göksan

## K
- Orhan Karabulut
- Yener Karahanoğlu
- Kemal Kayacan
- Khair ad Din
- Fahri Korutürk

## Ö
- Özden Örnek
- Ahmet Zeki Özak
- Adnan Özbal

## R
- Piri Reis

## T
- İrfan Tınaz
- Nejat Tümer

## U
- Necdet Uran

## Ü
- Mehmet Ali Ülgen

## Y
- Eşref Uğur Yiğit